# Système de production agricole
Selon la FAO, un système de production agricole est la représentation qui s'approche de la réalité dont nous disposons sur la manière de penser et de décider des agriculteurs.
Le système de production d’une exploitation se définit par la combinaison (la nature et les proportions) de ses activités productives et de ses moyens de productions.
Les systèmes de production doivent faire face à un enjeu majeur : la notion de durabilité des systèmes d'exploitation. Considérer l'agriculture comme un système implique d'intégrer les dimensions biologiques, physiques, ainsi que les aspects socio-économiques au niveau de l'exploitation agricole.

Il faut :
- mettre sur le marché des produits à un prix et à un niveau de qualité acceptables pour le consommateur ;
- répondre aux demandes des industries de transformation ;
- assurer un revenu correct aux agriculteurs ;
- assurer la pérennité de l'exploitation (foncier, reprise de l'exploitation...) ;
- préserver la qualité de l'environnement ;
- mettre en œuvre des systèmes de production acceptables pour le public (élevage) ;
- assurer la durabilité du système d'exploitation pour le bien-être des générations futures.

On distingue de nombreux types de système, par exemple et par ordre alphabétique :
- l'agriculture biodynamique ;
- l'agriculture biologique (parfois appelée agriculture écologique) ;
- l'agriculture de conservation ou conservative ;
- l'agriculture durable ;
- l'agriculture extensive ;
- l'agriculture intensive ;
- l'agriculture étagée ;
- l'agriculture raisonnée ;
- l'agriculture sociale ;
- l'agriculture de subsistance ;
- l'agriculture urbaine ;
- l'agriculture Gaïa ;
- la permaculture (ou agriculture permanente) ;
- l'agro-écologie.

## L'agriculture traditionnelle
L'agriculture traditionnelle est un système basé sur la polyculture et l'élevage. Il ne permet que de subvenir partiellement aux besoins alimentaires de la population. Les engrais organiques (fumier) restent majoritaires, mais d'autres sources sont également exploitées (guano, cendres...). Jusqu'au début du XXe siècle, l'industrie était incapable de fournir des engrais minéraux.

## L'agriculture du milieu duXXesiècle: mise en place de techniques modernes
Dans la première moitié du XXe siècle, on assiste à la mise en place de nombreux instituts de recherche et d'instituts techniques qui font progresser les techniques agricoles. Ils mettent à la disposition de l'exploitant agricole des techniques issues du progrès de la connaissance.

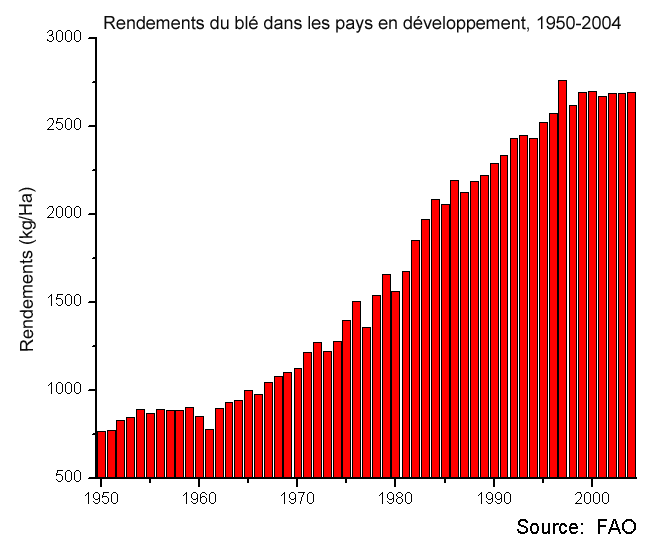
Rendements de blé dans les pays en développement (1950-2004)

Dans la majorité des pays développés, ces progrès s'accompagnent d'une structuration économique et financière, et aboutissent à une spécialisation et à une régionalisation de plus en plus poussées.
Parmi les évolutions notables, la mécanisation des travaux agricoles, l'introduction de la sélection végétale et animale, l'utilisation croissante d'engrais minéraux permettent l'évolution des résultats en matière de rendement, de productivité et de qualité des produits agricoles. Cependant, les progrès sont lents. Par exemple, le rendement du blé tendre en France passe d'environ 10 quintaux par hectare en 1850 à 20 quintaux en 1950 (pour comparaison, au début du XXIe siècle, le rendement moyen en France est de l'ordre de 80 q/ha). L'évolution est aussi accompagnée par l'utilisation croissante de produits phytosanitaires et de progrès mécaniques.
D'une façon générale, cette phase de modernisation de l'agriculture s'est accompagnée d'un profond changement des relations socio-économiques du monde agricole avec le reste de la société, et en particulier d'une baisse spectaculaire de la population active agricole qui ne représente plus que 2 à 3 % de la population active dans les pays les plus développés.

## L'agriculture intensive
L'agriculture intensive est caractérisée par l'usage important d'intrants, et cherche à maximiser la production, souvent aux dépens des considérations environnementales (beaucoup de quantité produite par surface).

## L'agriculture biologique
L'agriculture biologique est un mode de production agricole qui se différencie des autres modes de production en privilégiant les ressources renouvelables et le recyclage, en restituant au sol les éléments nutritifs présents dans les déchets ou coproduits. Dans l'idéal, l'agriculture biologique doit respecter les mécanismes régulateurs de la nature pour la nutrition et la protection des produits agricoles, et d'une façon générale éviter le recours aux engrais de synthèse, aux herbicides, fongicides, pesticides, régulateurs de croissance, hormones, antibiotiques, OGM. Elle doit œuvrer dans le sens d'une agriculture durable et réduire la pollution. Son coût semble élevé au regard des prix des produits actuellement commercialisés, mais son impact avantageux sur l'environnement peut permettre à long terme la réduction de nombreux frais supportés par la collectivité, comme le retraitement des eaux polluées, la lutte contre l'eutrophisation, etc.

## L'agriculture raisonnée
L'agriculture raisonnée est un mode de production agricole qui cherche à maîtriser les effets positifs et négatifs de l'activité agricole sur l'environnement tout en assurant la qualité des produits, ainsi que le maintien voire l'amélioration de la rentabilité des exploitations. Elle repose sur l'adoption de pratiques considérées comme respectueuses de l'environnement par l'expérience scientifique, afin d'assurer un développement durable.

## L'agriculture écologique
L'agriculture écologique est définie comme une agriculture ayant comme préoccupation primaire de gérer ses effets sur l'environnement, de façon que les enjeux environnementaux soient réellement pris en compte par des pratiques agricoles adaptées. Elle s'envisage essentiellement à l'échelle locale.

## L'agro-écologie
« L’agroécologie est l’application de l’écologie à l’étude, la conception et la gestion des systèmes agroalimentaires durables. Elle est par définition une pratique interdisciplinaire qui implique une redéfinition des frontières scientifiques et sociales, ce qui constitue un défi intellectuel majeur pour la recherche en agronomie (Buttel, 2003) » en écologie et en sciences sociales.
Elle demande la construction de nouveaux savoirs et interroge le mode de formation des scientifiques travaillant sur les systèmes agricoles et alimentaires.